# Markgräfler Rheinebene von Neuenburg bis Breisach
Das FFH-Gebiet Markgräfler Rheinebene von Neuenburg bis Breisach in Baden-Württemberg wurde 2005 durch das Regierungspräsidium Freiburg angemeldet. Mit seiner Verordnung zur Festlegung der Gebiete von gemeinschaftlicher Bedeutung vom 25. Oktober 2018 (in Kraft getreten am 11. Januar 2019) wurde das Schutzgebiet ausgewiesen.

## Lage
Das 23,6 km² große Schutzgebiet liegt im Naturraum Markgräfler Rheinebene und dabei vollständig im Landkreis Breisgau-Hochschwarzwald mit den Gemeinden Breisach am Rhein, Eschbach, Hartheim am Rhein, Heitersheim sowie Neuenburg am Rhein.

## Beschreibung
Das Gebiet zeichnet sich insbesondere durch die Lebensräume der ehemaligen Überschwemmungsaue des Rheins sowie der Trockenaue aus; es ist überwiegend bewaldet, der östliche Teil wird von Ackerland dominiert.

## Schutzzweck

### Lebensraumtypen
Folgende Lebensraumtypen nach Anhang I der FFH-Richtlinie kommen im Gebiet vor:
| EU Code | * | Lebensraumtyp (offizielle Bezeichnung)                                                                                             | Kurzbezeichnung                                              |
| ------- | - | --- | ------------------------------------------------------------ |
| 3140    |   | Oligo- bis mesotrophe kalkhaltige Gewässer mit benthischer Vegetation aus Armleuchteralgen                                         | Kalkreiche, nährstoffarme Stillgewässer mit Armleuchteralgen |
| 3150    |   | Natürliche eutrophe Seen mit einer Vegetation des Magnopotamions oder Hydrocharitions                                              | Natürliche nährstoffreiche Seen                              |
| 3260    |   | Flüsse der planaren bis montanen Stufe mit Vegetation des Ranunculion fluitantis und des Callitricho-Batrachion                    | Fließgewässer mit flutender Wasservegetation                 |
| 3270    |   | Flüsse mit Schlammbänken mit Vegetation des Chenopodion rubri p.p. und des Bidention p.p.                                          | Schlammige Flussufer mit Pioniervegetation                   |
| 6110    | * | Lückige basophile oder Kalk-Pionierrasen (Alysso-Sedion albi)                                                                      | Kalk-Pionierrasen                                            |
| 6210    | * | Naturnahe Kalk-Trockenrasen und deren Verbuschungsstadien (Festuco-Brometalia) (*besondere Bestände mit bemerkenswerten Orchideen) | Kalk-Magerrasen – orchideenreiche Bestände*                  |
| 6430    |   | Feuchte Hochstaudenfluren der planaren und montanen bis alpinen Stufe                                                              | Feuchte Hochstaudenfluren                                    |
| 6510    |   | Magere Flachland-Mähwiesen (Alopecurus pratensis, Sanguisorba officinalis)                                                         | Magere Flachland-Mähwiesen                                   |
| 9170    |   | Labkraut-Eichen-Hainbuchenwald Galio-Carpinetum                                                                                    | Labkraut-Eichen-Hainbuchenwald                               |
| 91E0    | * | Auenwälder mit Alnus glutinosa und Fraxinus excelsior (Alno-Padion, Alnion incanae, Salicion albae)                                | Auenwälder mit Erlen, Esche, Weide                           |
| 91F0    |   | Hartholzauenwälder mit Quercus robur, Ulmus laevis, Ulmus minor, Fraxinus excelsior oder Fraxinus angustifolia (Ulmenion minoris)  | Hartholzauenwälder                                           |

### Arteninventar
Folgende Arten von gemeinschaftlichem Interesse sind für das Gebiet gemeldet:
| Bild                | EU Code | * | Art                 | wissenschaftlicher Name     | Artengruppe           |
| ------------------- | ------- | - | ------------------- | --------------------------- | --------------------- |
| Grüne Flussjungfer  | 1037    |   | Grüne Flussjungfer  | Ophigomphus cecilia         | Libellen              |
| Helm-Azurjungfer    | 1044    |   | Helm-Azurjungfer    | Coenagrion mercuriale       | Libellen              |
| Heckenwollafter     | 1074    |   | Heckenwollafter     | Eriogaster catax            | Schmetterlinge        |
| Spanische Flagge    | 1078    | * | Spanische Flagge    | Callimorpha quadripunctaria | Schmetterlinge        |
| Hirschkäfer         | 1083    |   | Hirschkäfer         | Lucanus cervus              | Käfer                 |
| Eremit              | 1084    | * | Eremit              | Osmoderma eremita           | Käfer                 |
| Bachneunauge        | 1096    |   | Bachneunauge        | Lampetra planeri            | Fische und Rundmäuler |
| Lachs               | 1106    |   | Lachs               | Salmo salar                 | Fische und Rundmäuler |
| Bitterling          | 1134    |   | Bitterling          | Rhodeus sericeus            | Fische und Rundmäuler |
| Steinbeißer         | 1149    |   | Steinbeißer         | Cobitis taenia              | Fische und Rundmäuler |
| Kammmolch           | 1166    |   | Kammmolch           | Triturus cristatus          | Amphibien             |
| Groppe              | 1163    |   | Groppe              | Cottus gobio                | Fische und Rundmäuler |
| Gelbbauchunke       | 1193    |   | Gelbbauchunke       | Bombina variegata           | Amphibien             |
| Wimperfledermaus    | 1321    |   | Wimperfledermaus    | Myotis emarginatus          | Säugetiere            |
| Bechsteinfledermaus | 1323    |   | Bechsteinfledermaus | Myotis bechsteinii          | Säugetiere            |
| Großes Mausohr      | 1324    |   | Großes Mausohr      | Myotis myotis               | Säugetiere            |
| Biber               | 1337    |   | Biber               | Castor fiber                | Säugetiere            |
| Grünes Besenmoos    | 1381    |   | Grünes Besenmoos    | Dicranum viride             | Moose                 |

Grüne Flussjungfer, Eremit, Groppe und Grünes Besenmoos konnten im Gebiet bei den Erfassungen für den Managementplan im Jahr 2019 allerdings nicht aktuell nachgewiesen werden.

### Zusammenhängende Schutzgebiete
Folgende Naturschutzgebiete liegen ganz oder teilweise innerhalb des FFH-Gebiets:
- Rheinwald Neuenburg
- Sandkopf
- Hochstetter Feld
- Flugplatz Bremgarten